# 五十嵐正邦
五十嵐 正邦（いがらし まさくに）は、日本の漫画家。北海道釧路市出身。獨協大学卒業。大学在学中は漫画研究会に所属していた。
主に少年漫画で活動。ギャグ漫画、コメディ漫画を中心に発表している。

## 略歴
- 2007年 - 『タクシード』で第67回赤塚賞で佳作を受賞。
- 2008年 - 『週刊少年ジャンプ』（集英社）にて読み切り『ダストシューターズ!!』でデビュー。
- 2014年 - 『週刊少年マガジン』（講談社）にて『コーポ失楽園』で連載デビュー[3]。
- 2015年 - 『週刊少年マガジン』にて『凸凹アニメーション』（原作：宮島雅憲）を連載開始[4]。同年、完結[5]。
- 2016年 - 『電撃マオウ』にて『まったく最近の探偵ときたら』を連載開始[6]。同年、『週刊少年マガジン』にて『川柳少女』を連載開始[7]。
- 2023年 - 『週刊少年マガジン』にて『真夜中ハートチューン』を連載開始[8]。

## 作品リスト

### 連載
- コーポ失楽園（『週刊少年マガジン』2014年30号[3] - 43号）
- 凸凹アニメーション（原作：宮島雅憲、『週刊少年マガジン』2015年27号[4] - 40号[5]）
- まったく最近の探偵ときたら（『電撃マオウ』2016年6月号[6] - 連載中）
- 川柳少女（『週刊少年マガジン』2016年47号[7] - 2020年21号[9]）
- 真夜中ハートチューン（『週刊少年マガジン』2023年42号[8] - 連載中）

### 読み切り
- ダストシューターズ!!（『週刊少年ジャンプ』2008年48号） - デビュー作。
- 100万年後のパラダイム（『週刊少年マガジン』2020年47号[10]）
- 神の棲む器官（原作：清水茜、『はたらく細胞 コミックアンソロジー』2020年[11]） - 『はたらく細胞』のアンソロジー寄稿作品。
- 『お兄ちゃんはおしまい！』のアンソロジー寄稿作品（原作：ねことうふ、『お兄ちゃんはおしまい！ 公式アンソロジーコミック』1巻、2021年）
- ぱらふぃりあんず（『月刊ComicREX』2021年9月号[12]）
- 死にぞこないのアリカ（『週刊少年マガジン』2021年36・37合併号[13]）
- 例の薬（原作：ねことうふ、『お兄ちゃんはおしまい！ 公式アンソロジーコミック』2巻、2022年） - 『お兄ちゃんはおしまい！』のアンソロジー寄稿作品。
- まひろ胸を張る（原作：ねことうふ、『お兄ちゃんはおしまい！ 公式アンソロジーコミック』3巻、2023年） - 『お兄ちゃんはおしまい！』のアンソロジー寄稿作品。

### 書籍
- 『コーポ失楽園』講談社〈講談社コミックス〉、2014年11月17日発売[14]、ISBN 978-4-06-395224-7
- 『凸凹アニメーション』、原作：宮島雅憲、講談社〈講談社コミックス〉2015年、全2巻
  1. 2015年8月17日発売[15]、ISBN 978-4-06-395467-8
  2. 2015年10月16日発売[16]、ISBN 978-4-06-395514-9
- 『まったく最近の探偵ときたら』、アスキー・メディアワークス/KADOKAWA〈電撃コミックスNEXT〉2016年 - 、既刊15巻（2024年8月27日現在）
- 『川柳少女』、講談社〈講談社コミックス〉2017年 - 2020年、全13巻
- 『真夜中ハートチューン』、講談社〈講談社コミックス〉2023年 - 、既刊9巻（2025年6月17日現在）